# Brou-sur-Chantereine
Brou-sur-Chantereine è un comune francese di 4 214 abitanti situato nel dipartimento di Senna e Marna, nella regione dell'Île-de-France.
Vi sorge il priorato di Saint-Joseph, casa madre della congregazione delle Suore Benedettine di Gesù Crocifisso.
Ha dato i natali al popolare cantautore Jacques Higelin.

## Società

### Evoluzione demografica
Abitanti censiti